# Hot Shots II
Hot Shots II es el segundo disco de The Beta Band, lanzado en 2001.

## Recepción
La revista musical electrónica Pitchfork Media situó a Hot Shots II en el puesto 118 de su lista de los 200 discos de la década del 2000.

## Listado de canciones
1. "Squares" – 3:46
2. "Al Sharp" – 3:34
3. "Human Being" – 4:31
4. "Gone" – 3:41
5. "Dragon" – 4:56
6. "Broke" – 4:40
7. "Quiet" – 4:49
8. "Alleged" – 5:30
9. "Life" – 3:50
10. "Eclipse" – 6:35
11. "Won" (Japan /U.S. bonus track) – 5:58